# Partit Democràtic d'Eslovènia
El Partit Democràtic d'Eslovènia (eslovè Demokratska stranka Slovenije, DSS) fou un partit polític eslovè fundat el 1994 quan la majoria del Partit Democràtic (Demokratska Stranka) dirigida per Dimitrij Rupel es va unir a la governant Liberal Democràcia d'Eslovènia. Una minoria del partit decidí mantenir-se a l'oposició i continuar el llegat del partit.
El Partit Democràtic es va fundar el 1991 com a resultat d'una escissió en la Unió Democràtica Eslovena. El maig de 1992 el nou partit entrà en la coalició de govern de Janez Drnovšek, que rebia el suport del sector esquerrà de la coalició DEMOS (juntament amb el Partit Demòcrata, també el Partit Socialdemòcrata i els Verds d'Eslovènia), la Llista Unida de Socialdemòcrates i el Partit Liberal Democràtic. Els demòcrates van obtenir tres ministeris en el govern, Igor Bavčar (Interior), Dimitrij Rupel (Exteriors) i Jelko Kacin (Informació).
A les eleccions legislatives eslovenes de 1992 va obtenir el 5,01% dels vots i 6 diputats. El 1994, la majoria de membres del partit i 3 dels sis diputats decidiren unir-se a Liberal Democràcia d'Eslovènia. Una minoria va refundar el partit i continuà una activitat política independent, però a les eleccions legislatives eslovenes de 1996 només va obtenir el 3,3% i cap escó a l'Assemblea. Els resultats foren encara pitjors a les eleccions de 2000 (0,75%) i a les de 2004 (0,25%). El 2007 el partit va signar un acord de cooperació amb els socialdemòcrates.

## Resultats electorals

### Assemblea Nacional
| Any  | Vots   | %    | Escons | +/- |
| ---- | ------ | ---- | ------ | --- |
| 1992 | 59.487 | 5,01 | 6 / 90 | Nou |
| 1996 | 28.624 | 2,68 | 0 / 90 | 6   |
| 2000 | 8,079  | 0.75 | 0 / 90 | =   |
| 2004 | 2,670  | 0.28 | 0 / 90 | =   |

### Presidencials
| Any  | Candidat     | 1a volta | 1a volta | 2a volta | 2a volta | Resultat |
| Any  | Candidat     | Vots     | %        | Vots     | %        | Resultat |
| ---- | ------------ | -------- | -------- | -------- | -------- | -------- |
| 1992 | Jelko Kacin  | 90,711   | 7.29     |          |          | Derrota  |
| 1997 | Anton Persak | 32,039   | 3.07     |          |          | Derrota  |

## Membres del partit
- Dimitrij Rupel (deixà el partit el 1994)
- Jelko Kacin (deixà el partit el 1994)
- Igor Bavčar (deixà el partit el 1994)
- France Bučar (deixà el partit el 1993)
- Danica Simšič
- Jože Mencinger
- Tone Peršak
- Tine Hribar
- Spomenka Hribar